# Bundesparteitag der Christlich Demokratischen Union Deutschlands

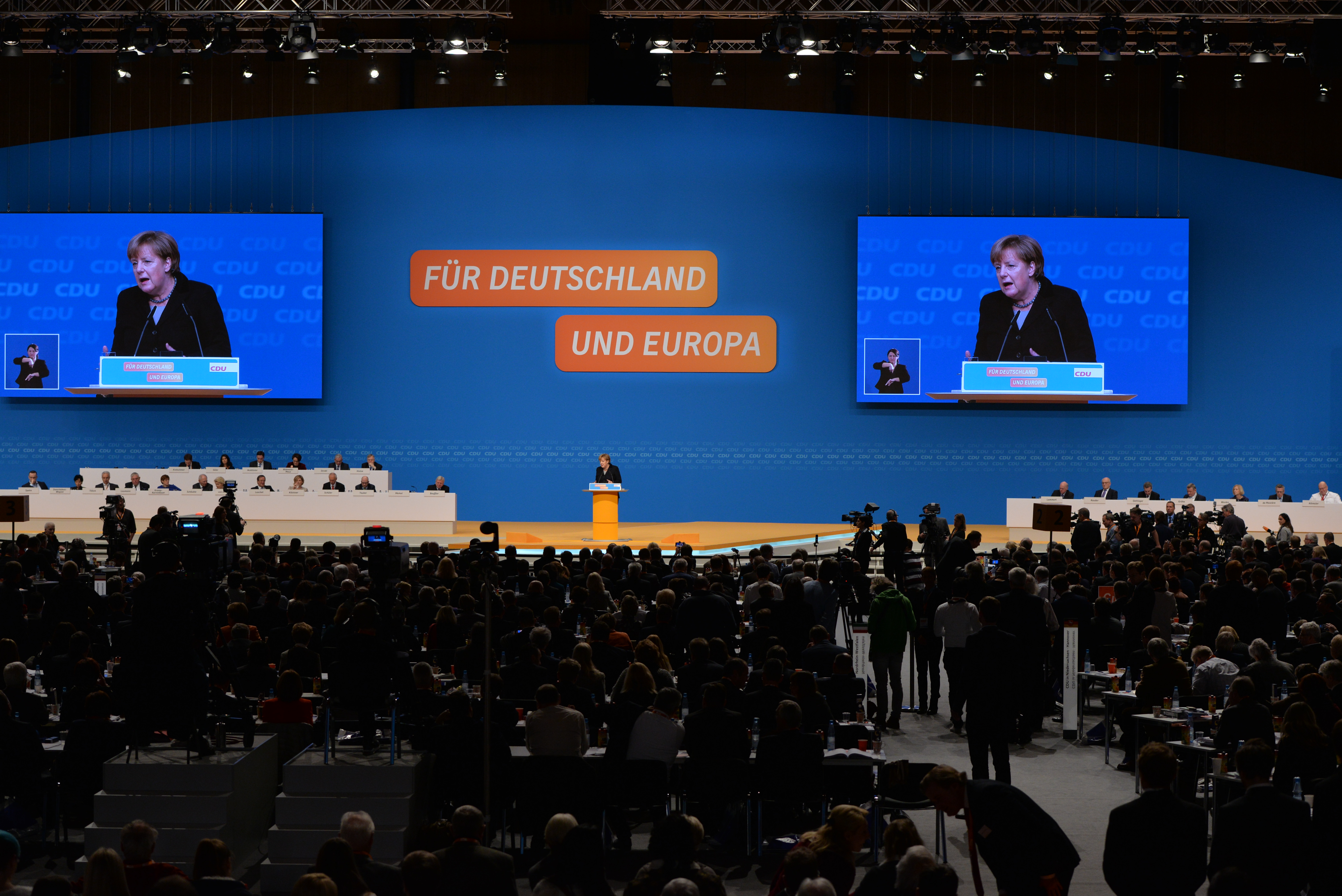
28. Parteitag 2015 in Karlsruhe

Der CDU-Bundesparteitag ist das höchste Gremium der CDU Deutschlands. Er wird vom Bundesvorstand einberufen und tritt mindestens alle zwei Jahre zusammen. Er muss außerdem einberufen werden, wenn es vom Bundesausschuss oder mindestens ein Drittel der CDU-Landesverbände beantragt wird.
Eine Übersicht aller Parteitage enthält die Liste der CDU-Bundesparteitage. Der jüngste 36. Parteitag der CDU fand vom 6. bis zum 8. Mai 2024 in Berlin statt. Als Parteivorsitzender wurde Friedrich Merz mit rund 90 % der Delegiertenstimmen wiedergewählt, Carsten Linnemann wurde mit rund 91 % der Delegiertenstimmen zum Generalsekretär gewählt.
Der 31. Bundesparteitag der CDU fand am 7. und 8. Dezember 2018 in Hamburg statt; die Delegierten wählten Annegret Kramp-Karrenbauer zur neuen CDU-Parteivorsitzenden als Nachfolgerin von Angela Merkel. Der 30. CDU-Bundesparteitag tagte am 25. und 26. Februar 2018 in Berlin, wo Koalitionsvertrag der 19. Wahlperiode des Bundestages zwischen CDU, CSU und SPD beraten und beschlossen wurde. Auf dem Parteitag zuvor, 5.–7. Dezember 2016 in Essen, stellte sich die seit 2000 amtierende Bundesvorsitzende Angela Merkel zur Wiederwahl und zur Kanzlerkandidatur auf und wurde mit einem Ergebnis von 89,5 Prozent wiedergewählt.

## Zuständigkeiten
Der Bundesparteitag bestimmt die Grundlinien der Politik der CDU, verabschiedet das Parteiprogramm und beschließt über das Statut, die Satzung der CDU. Die gefassten Beschlüsse sind Grundlage für die politische Arbeit der CDU-Fraktionen und der von der CDU geführten Regierungen in der Bundesrepublik Deutschland und in den Bundesländern. Von Ende 2018 bis Februar 2025 war auch der Beschluss über das Ergebnis von Koalitionsverhandlungen im Statut verankert. Der Bundesparteitag nimmt die Berichte des Bundesvorstandes, der CDU/CSU-Fraktion des Deutschen Bundestages und der CDU/CSU-Gruppe im Europäischen Parlament entgegen.
Der Bundesparteitag wählt alle zwei Jahre den Bundesvorstand und alle vier Jahre den Generalsekretär. Er wählt außerdem das Bundesparteigericht, die Rechnungsprüfer und kann auf Vorschlag des Vorstandes Ehrenvorsitzende auf Lebenszeit wählen, die allen Organen des Bundesverbandes mit Stimmrecht angehören. Der Bundesparteitag kann als einziges Organ die CDU auflösen oder den Zusammenschluss mit anderen Parteien beschließen.

## Politische Willensbildung

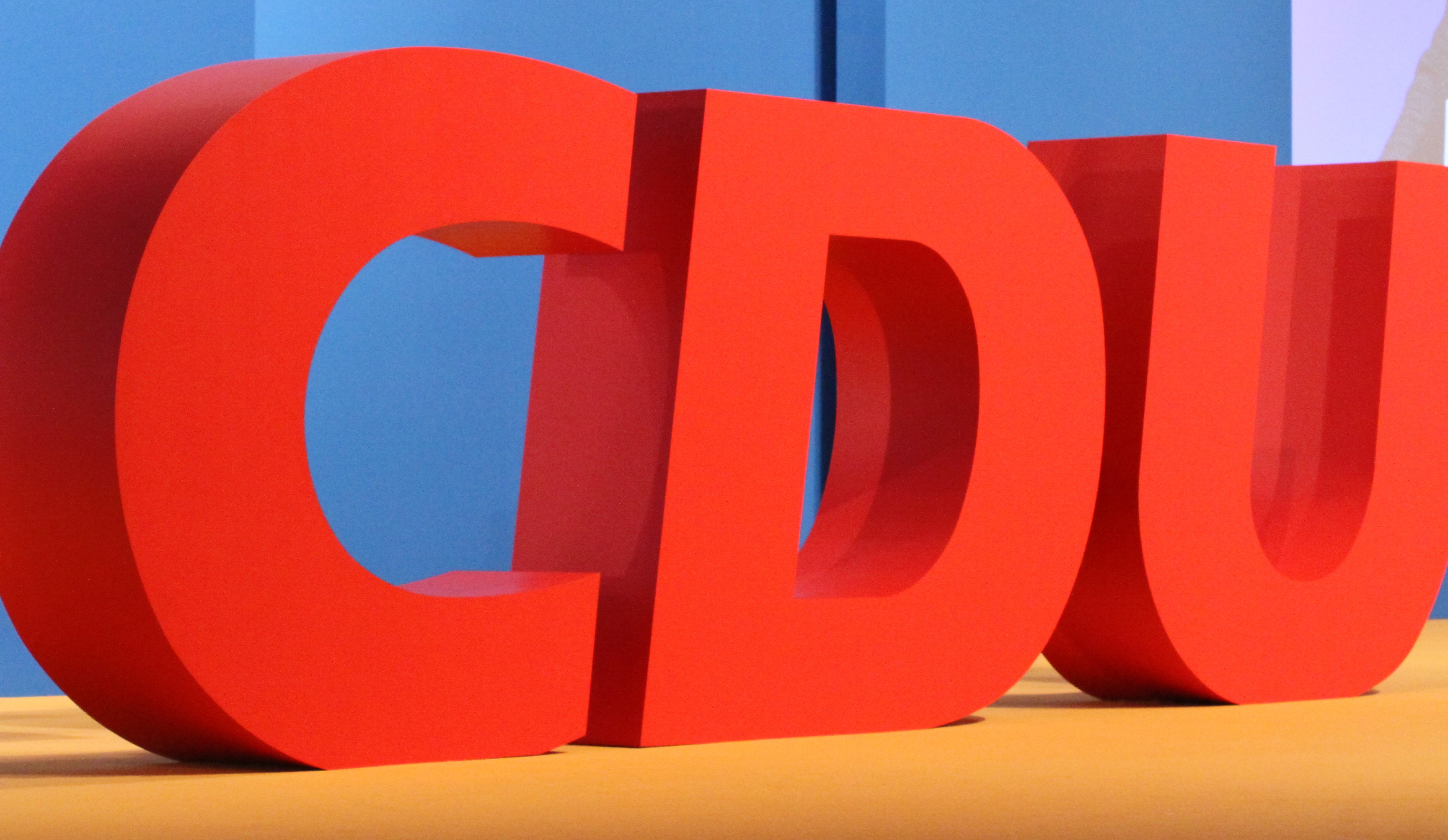
Logo auf dem 27. Bundesparteitag Dezember 2014 in Köln

Verantwortlich für die Willensbildung im Bundesparteitag ist die Antragskommission, die vom Bundesvorstand einberufen wird und die die Anträge der CDU-Mitglieder (mindestens 30) oder von Organen der Partei ab der Kreisebene aufwärts, so zur Vorlage bringt, sie ergänzt, verruft oder nochmals überarbeitet.
Der Einfluss des Bundesvorstandes wird dabei sichergestellt durch die Ernennung der Kommission im Vorfeld, der der Bundesparteitag jedoch noch zustimmen muss.

## Zusammensetzung

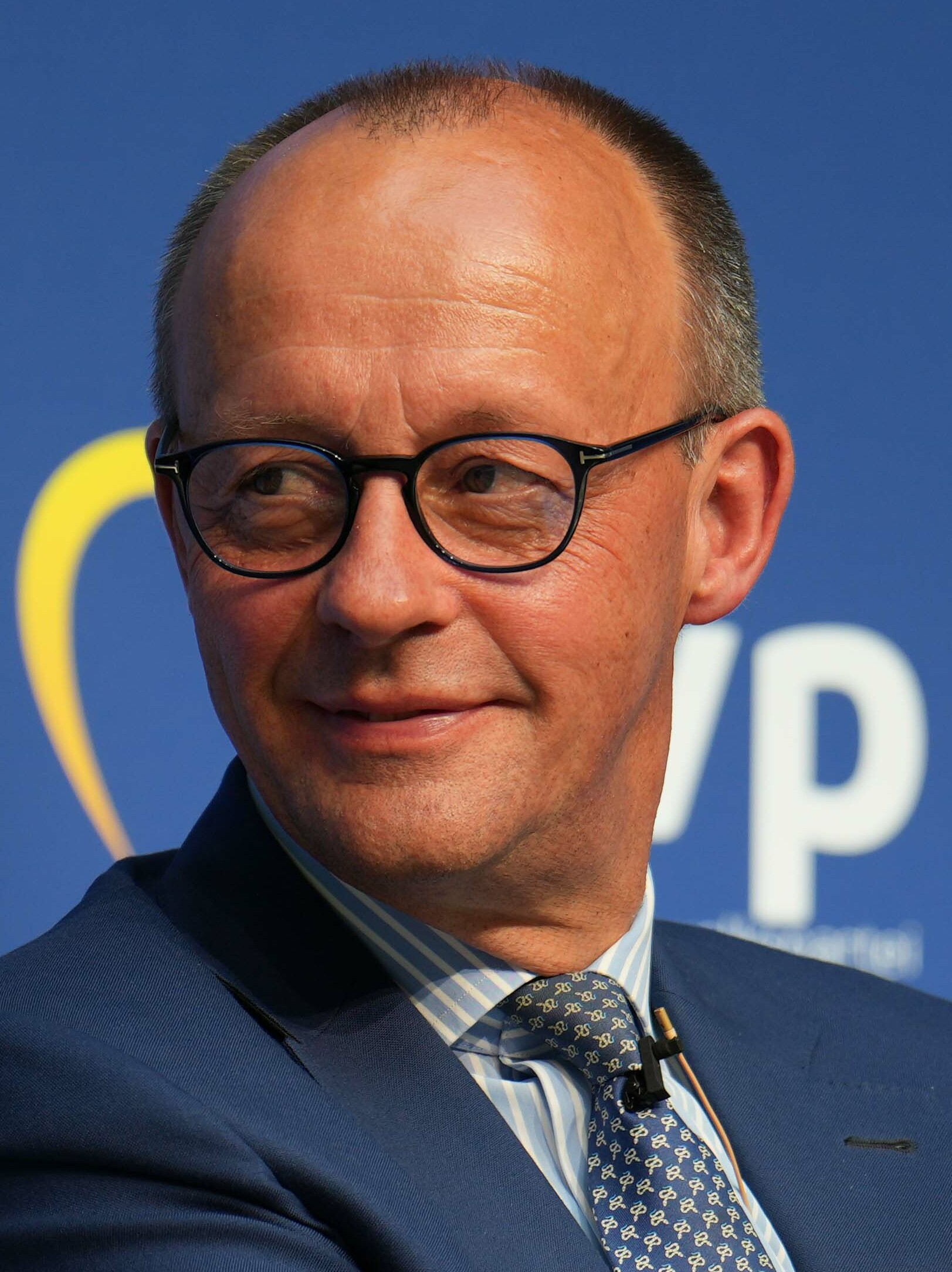
Friedrich Merz (2023)

Der CDU-Parteitag setzt sich aus den Delegierten der CDU-Landesverbände, der Auslandsverbände und den Ehrenvorsitzenden zusammen.
Die Landesverbände entsenden genau 1000 Delegierte, die von den Landes-, Bezirks- oder Kreisparteitagen gewählt werden müssen. Die Anzahl der Delegierten, die ein Landesverband entsenden kann, richtet sich nach der Mitgliederzahl des Verbandes sechs Monate vor dem Parteitag und dem Wahlergebnis bei der vergangenen Bundestagswahl im jeweiligen Bundesland. 800 Delegierte werden im Verhältnis der Mitgliederzahlen entsandt, 200 Delegierte im Verhältnis der für die einzelnen Landeslisten der CDU abgegebenen Zweitstimmen. Die Bestimmung der Delegiertenzahlen erfolgt nach dem Höchstzahlverfahren nach D’Hondt.
Die vom Bundesvorstand anerkannten Auslandsverbände entsenden unabhängig von ihrer Mitgliederzahl jeweils einen Delegierten zum Parteitag.